# زراعة انحسارية
الزراعة الانحسارية هي شكل من أشكال الأنشطة الزراعية التي تُمارس في السهول الفيضية. يمارس الفلاحون هذا النوع من أنواع الزراعة الانحسارية عندما يقومون بالزراعة المتتابعة في المناطق الفيضية بعد انحسار الماء. ولهذا من الممكن الاستشهاد بالزراعة الانحسارية بوصفها شكلاً بدائيًا من أشكال الري. ويعد نوع التربة أحد العوامل المهمة التي يجب أخذها في الاعتبار عند البدء في هذه الزراعة. ومن الأنواع التي يمكن زراعتها بهذا الأسلوب نبات السورغم. وعن أنواع التربة الملائمة؛ تعد تربة الصلصال ملائمة بوجه خاص لهذا النوع من الزراعة.